# Moiremont
Moiremont est une commune française, située dans le département de la Marne en région Grand Est.

## Géographie

### Localisation
Moiremont se trouve au nord-est du département de la Marne, en région Grand Est, à la limite avec le département de la Meuse. La commune appartient à la région agricole de l'Argonne.
La commune de Moiremont s'étend sur une superficie de 1 698 hectares. Sur son territoire, l'altitude varie de 125 à 222 mètres. Le relief communal est marqué par la vallée de l'Aisne à l'ouest, le vallon formé par le ruisseau des Étangs et ses sept étangs au nord, et le vallon du ruisseau du Sougniat et de son affluent le ruisseau de la Mairesse à la frontière avec Chaudefontaine au sud. L'altitude dépasse les 200 mètres dans les parties boisées du territoire communal : les Petits Bâtis au nord et la Forêt Hospitalière de la Viergette au sud.
Par la route, Moiremont se situe à 52 km de Châlons-en-Champagne, préfecture du département, à 52 km de Verdun dans la Meuse, et à 6 km de Sainte-Menehould, bureau centralisateur du canton d'Argonne Suippe et Vesle dont dépend Moiremont depuis 2015. La commune fait en outre partie du bassin de vie de Sainte-Menehould.
Moiremont est limitrophe de 6 communes :
| Vienne-la-Ville     | Vienne-le-Château |                    |
| La Neuville-au-Pont | Moiremont         | Florent-en-Argonne |
| Chaudefontaine      | Sainte-Menehould  |                    |

### Hydrographie
La commune est dans la région hydrographique « la Seine du confluent de l'Oise (inclus) à l'embouchure » au sein du bassin Seine-Normandie. Elle est drainée par l'Aisne, le cours d'eau 01 de la commune de Vienne-la-Ville, le cours d'eau 09 de la commune de Florent-en-Argonne, le ruisseau de la Fontaine Lepretre, le ruisseau de Mairesse, le ruisseau des Étangs et le ruisseau des Marotines,.
L'Aisne est un  cours d'eau naturel navigable de 256 km de longueur, traversant les cinq départements Meuse, Marne, Ardennes, Aisne, Oise. Elle est un affluent de rive gauche de l'Oise, ce qui fait d'elle un sous-affluent de la Seine. 
Sept plans d'eau complètent le réseau hydrographique : Collignonne (1,2 ha), Grand Brumehaie (1,8 ha), Grizée (2 ha), la Grande Raide (0,9 ha), le Petit Brumehaie (1,6 ha), l'étang Neuf (2,3 ha) et Narzée (1,4 ha),.

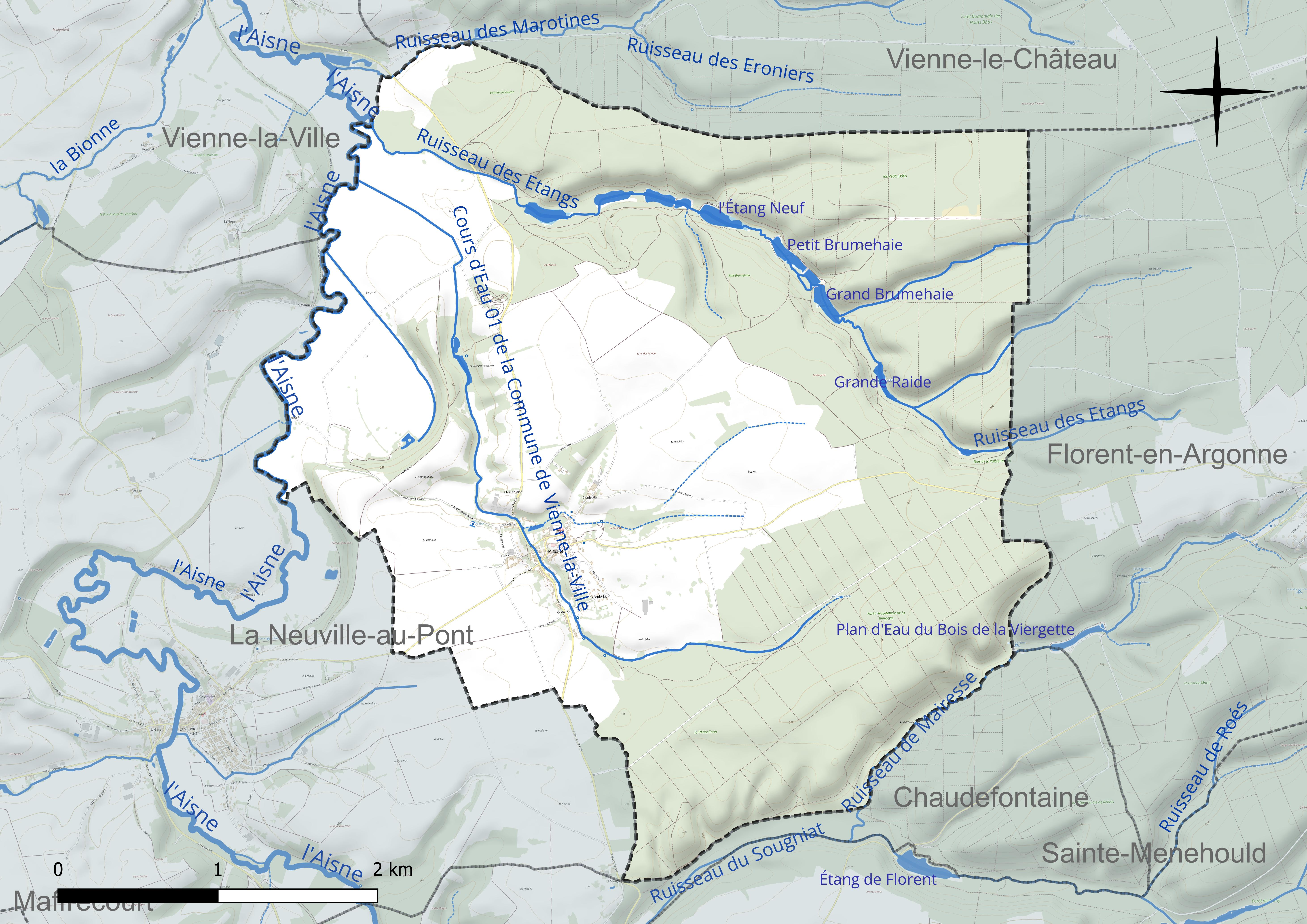
Réseau hydrographique de Moiremont.

### Climat
Pour des articles plus généraux, voir Climat du Grand Est et Climat de la Marne.
En 2010, le climat de la commune est de type climat de montagne, selon une étude du Centre national de la recherche scientifique s'appuyant sur une série de données couvrant la période 1971-2000. En 2020, Météo-France publie une typologie des climats de la France métropolitaine dans laquelle la commune est exposée à un climat océanique altéré et est dans la région climatique  Nord-est du bassin Parisien, caractérisée par un ensoleillement médiocre, une pluviométrie moyenne régulièrement répartie au cours de l’année et un hiver froid (3 °C). 
Pour la période 1971-2000, la température annuelle moyenne est de 10,1 °C, avec une amplitude thermique annuelle de 15,9 °C. Le cumul annuel moyen de précipitations est de 901 mm, avec 13,3 jours de précipitations en janvier et 9,2 jours en juillet. Pour la période 1991-2020, la température moyenne annuelle observée sur la station météorologique de Météo-France la plus proche, « Argers », sur la commune d'Argers à 8 km à vol d'oiseau, est de 10,9 °C et le cumul annuel moyen de précipitations est de 739,4 mm. 
La température maximale relevée sur cette station est de 41,1 °C, atteinte le 25 juillet 2019 ; la température minimale est de −17,5 °C, atteinte le 20 décembre 2009,,. 
Les paramètres climatiques de la commune ont été estimés pour le milieu du siècle (2041-2070) selon différents scénarios d'émission de gaz à effet de serre à partir des nouvelles projections climatiques de référence DRIAS-2020. Ils sont consultables sur un site dédié publié par Météo-France en novembre 2022.

## Urbanisme

### Typologie
Au 1er janvier 2024, Moiremont est catégorisée commune rurale à habitat dispersé, selon la nouvelle grille communale de densité à sept niveaux définie par l'Insee en 2022.
Elle est située hors unité urbaine. Par ailleurs la commune fait partie de l'aire d'attraction de Sainte-Menehould, dont elle est une commune de la couronne,. Cette aire, qui regroupe 50 communes, est catégorisée dans les aires de moins de 50 000 habitants,.

### Occupation des sols
L'occupation des sols de la commune, telle qu'elle ressort de la base de données européenne d’occupation biophysique des sols Corine Land Cover (CLC), est marquée par l'importance des forêts et milieux semi-naturels (55 % en 2018), une proportion sensiblement équivalente à celle de 1990 (55,2 %). La répartition détaillée en 2018 est la suivante : 
forêts (53 %), terres arables (27,9 %), prairies (9,3 %), zones agricoles hétérogènes (5,9 %), milieux à végétation arbustive et/ou herbacée (2 %), zones urbanisées (1,8 %). L'évolution de l’occupation des sols de la commune et de ses infrastructures peut être observée sur les différentes représentations cartographiques du territoire : la carte de Cassini (XVIIIe siècle), la carte d'état-major (1820-1866) et les cartes ou photos aériennes de l'IGN pour la période actuelle (1950 à aujourd'hui).

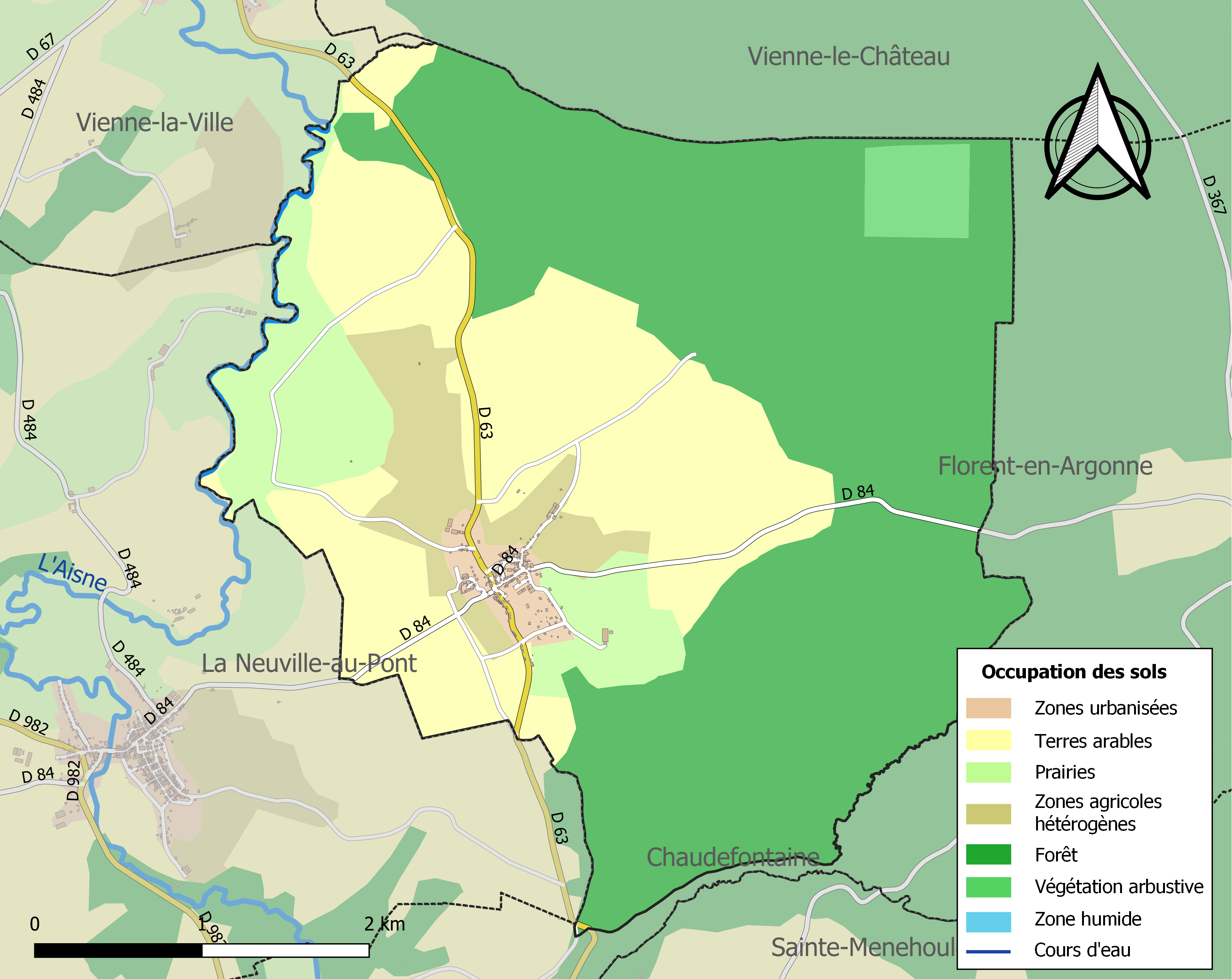
Carte des infrastructures et de l'occupation des sols de la commune en 2018 (CLC).

## Toponymie
Le nom de la localité est attesté sous les formes « Bannum sanctorum martyrum Caloceri et Parthenii » (1074) ; Morimons (1130) ; Mauri Mons (1132) ; Morimundum (1154-1161) ; Morimont (1164-1179) ; Morimons (1194) ; Morimont (1200) ; Muri Mons (vers 1223) ; Meuremont (1253) ; Maurimont (1293) ; Moremont (vers 1300) ; Muyremont (1300) ; Muiremont (1302) ; Murimont (1346) ; Myremont (1323) ; Mouiremont (1326) ; Muirimont (1327) ; Murrimons (1346) ; Mouyremont (1374) ; Amyremont (1403) ; Les religieux de Miremont (1395) ; Moyremont (1469) ; Moirmont (1676) ; Moirmont (1714).

## Histoire

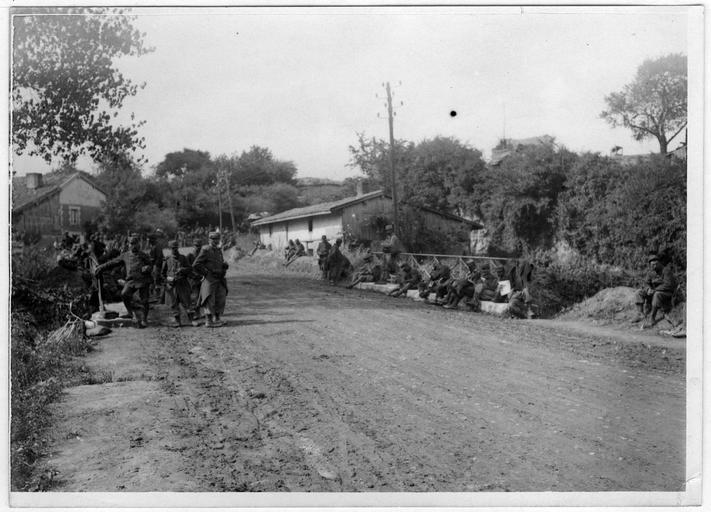
Le village lors de la Grande guerre.

Fondée, au VIIIe siècle, une abbaye d'hommes, au diocèse de Châlons, sous l'invocation des saints Calocer et Parthenius, ruinée au IXe siècle, puis rétablie comme abbaye de l'Ordre de Saint-Benoît en 1074.

## Politique et administration
Par décret du 29 mars 2017, l'arrondissement de Sainte-Menehould est supprimée et la commune est intégrée le 31 mars 2017 à l'arrondissement de Châlons-en-Champagne.

### Intercommunalité
La commune, antérieurement membre de la communauté de communes de la Région de Sainte-Menehould, est membre, depuis le 1er janvier 2014, de la CC de l'Argonne Champenoise.
En effet, conformément au schéma départemental de coopération intercommunale de la Marne du 15 décembre 2011, cette communauté de communes de l'Argonne Champenoise est issue de la fusion, au 1er janvier 2014,  de : 
- la communauté de communes du Canton de Ville-sur-Tourbe ;
- de la communauté de communes de la Région de Givry-en-Argonne ;
- et de la communauté de communes de la Région de Sainte-Menehould.

Les communes isolées de Cernay-en-Dormois, Les Charmontois, Herpont et Voilemont ont également rejoint l'Argonne Champenoise à sa création.

### Liste des maires
| Période                                  | Période                   | Identité              | Étiquette | Qualité                         |
| ---------------------------------------- | ------------------------- | --------------------- | --------- | ------------------------------- |
| Les données manquantes sont à compléter. |                           |                       |           |                                 |
| 1852                                     | 1878                      | Paul-François Chémery |           | Agriculteur                     |
| 1878                                     | 1900                      | Alfred Chémery        |           | Agriculteur Fils du précédent   |
| Les données manquantes sont à compléter. |                           |                       |           |                                 |
| 1977                                     | En cours (au 18 mai 2020) | Patrick Desingly      |           | Réélu pour le mandat 2020-2026, |

## Démographie
L'évolution du nombre d'habitants est connue à travers les recensements de la population effectués dans la commune depuis 1793. Pour les communes de moins de 10 000 habitants, une enquête de recensement portant sur toute la population est réalisée tous les cinq ans, les populations de référence des années intermédiaires étant quant à elles estimées par interpolation ou extrapolation. Pour la commune, le premier recensement exhaustif entrant dans le cadre du nouveau dispositif a été réalisé en 2008.

En 2022, la commune comptait 189 habitants, en évolution de −7,8 % par rapport à 2016 (Marne : −1,19 %, France hors Mayotte : +2,11 %).
| 1793 | 1800 | 1806 | 1821 | 1831 | 1836 | 1841 | 1846 | 1851 |
| ---- | ---- | ---- | ---- | ---- | ---- | ---- | ---- | ---- |
| 400  | 458  | 422  | 430  | 524  | 539  | 560  | 580  | 554  |

| 1856 | 1861 | 1866 | 1872 | 1876 | 1881 | 1886 | 1891 | 1896 |
| ---- | ---- | ---- | ---- | ---- | ---- | ---- | ---- | ---- |
| 495  | 495  | 521  | 506  | 467  | 504  | 437  | 436  | 404  |

| 1901 | 1906 | 1911 | 1921 | 1926 | 1931 | 1936 | 1946 | 1954 |
| ---- | ---- | ---- | ---- | ---- | ---- | ---- | ---- | ---- |
| 401  | 409  | 332  | 315  | 308  | 232  | 215  | 190  | 191  |

| 1962 | 1968 | 1975 | 1982 | 1990 | 1999 | 2006 | 2008 | 2013 |
| ---- | ---- | ---- | ---- | ---- | ---- | ---- | ---- | ---- |
| 207  | 183  | 165  | 174  | 188  | 200  | 206  | 208  | 212  |

| 2018 | 2022 | - | - | - | - | - | - | - |
| ---- | ---- | - | - | - | - | - | - | - |
| 194  | 189  | - | - | - | - | - | - | - |

## Culture locale et patrimoine

### Lieux et monuments
- L'ancienne abbaye bénédictin fut fondée en 707 sous forme d'une congrégation. Son existence officielle apparaît en 1074. Il ne subsiste de l'abbaye de nos jours que l'église abbatiale profondément remaniée devenue église paroissiale après la Révolution. Le reste du bâtiment ancestral fut vendu et démoli en 1793.
- Le lavoir Saint-Placide.
- Les maisons à pans de bois.

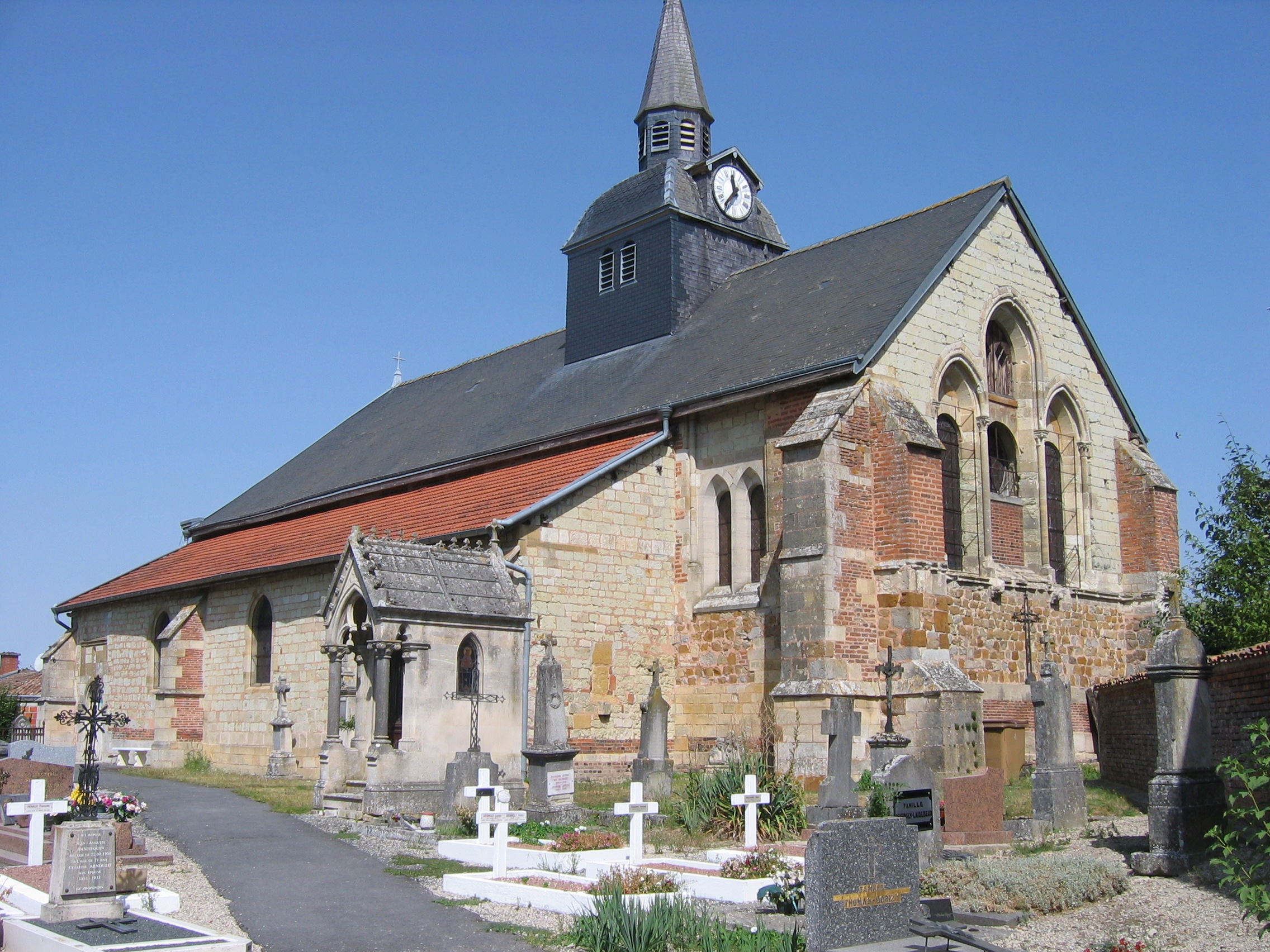
L'église.
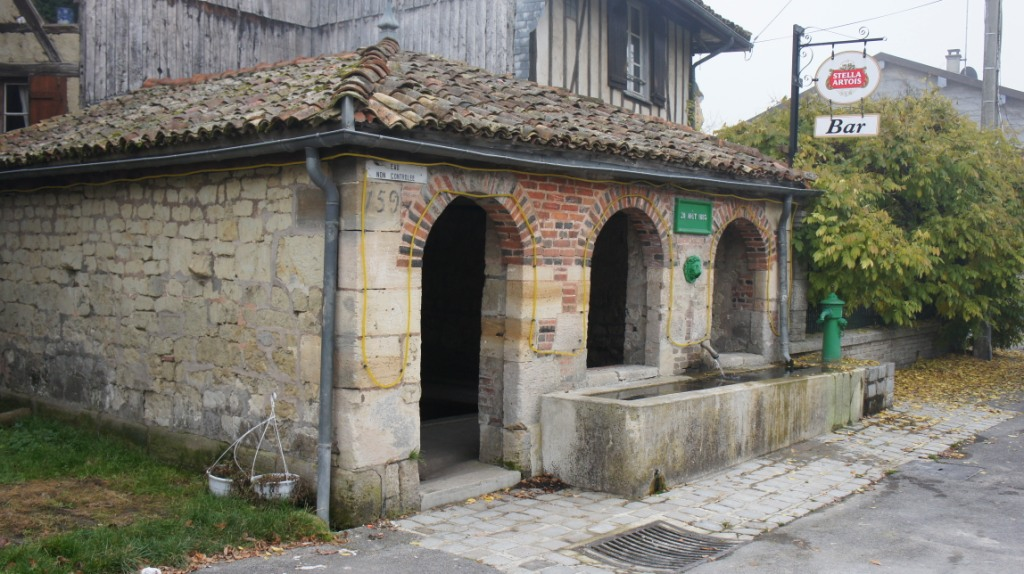
Le lavoir.
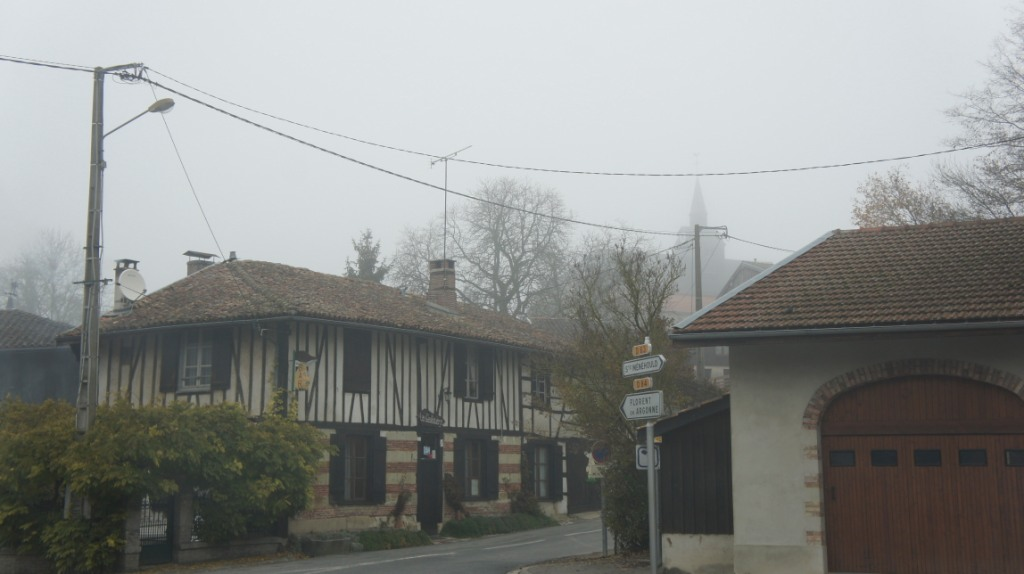
Une maison à pans de bois.

### Personnalités liées à la commune
- Pierre Pérignon, né à Sainte-Menehould en 1639 fut novice à l'abbaye de Moiremont vers l'âge de 16 ans, avant de rejoindre l'abbaye de Saint-Vannes à Verdun où il devint moine sous le nom célèbre de Dom Pérignon ;
- Louis Tirlet, né à Moiremont le 14 mars 1771, général des armées de la République et de l'Empire, décédé en 1841 et inhumé à Fontaine-en-Dormois.

### Héraldique
| Armes de Moiremont | Les armes de la commune se blasonnent ainsi : d'azur semé de fleurs de lys d'or à la crosse d'argent brochant sur le tout. |